# Monomorium triviale
Monomorium triviale är en myrart som beskrevs av Wheeler 1906. Monomorium triviale ingår i släktet Monomorium och familjen myror. Inga underarter finns listade i Catalogue of Life.